# ゼロヨンQ太
『ゼロヨンQ太』（ゼロヨンキューた）は池田淳一による漫画作品。小学館の漫画雑誌『月刊コロコロコミック』に1982年9月号から1985年3月号にかけて連載された。単行本全6巻。タカラ（現・タカラトミー）のプルバック式ぜんまいミニカー・チョロQを題材とした漫画である。

## 概要
当時『コロコロコミック』では慣習的に各作品のキャッチフレーズが欄外余白やタイトルの煽り文句に使われており、本作ではチョロQ使用者は「チョロQライダー」もしくは単に「ライダー」と呼称されることから「激走（爆走）！チョロQライダー」などと付くことが多かった。
本来は、すがやみつるが自身の漫画『F・1キッド』の失敗後、自動車漫画への再挑戦として立ち上げた企画である。当時はすがやのヒット作『ゲームセンターあらし』がアニメ化されたこともあり、『あらし』連載を継続しなければならず、この新企画の執筆を断念。その後、彼のもとでアシスタントを務めていた池田が独立し、漫画の題材を迷っていたため、すがやがこの企画を提供し、池田の作品として連載されることでヒットに至った。
本来のチョロQは単なるぜんまい式のミニカーに過ぎず、一度走らせた後は曲げたり止めたりといった操作が一切不可能である。そのため、レース中にアクシデントに遭った際にもそれを避けることはできないのだが、そこを主人公のQ太が様々な「秘技」を繰り出して勝利を収めるところが、本作のポイントである。
ゼロヨンQ太はタカラ・チョロQのイメージキャラクターにもなり、連載当時は漫画作中のみならず実際に「チョロQレース大会」が開催され、『コロコロコミック』誌上でその出場者を募集したり、同じく誌上で「チョロQ改造コンテスト」が開催されるなど、タイアップの様式が行なわれていた。逆に実在の市販品である「大改造セット」や新製品のチョロQが作中で活躍する場面も盛り込まるなど、同時期のラジコンボーイなどと同様、玩具メーカーとのタイアップによるメディア戦略が本格化した作品でもある。
番外編として、中学生となったQ太がミニモトクロスを目にして、モトクロスのチャンプを目指すエピソードや、Q太が異世界に召喚されて、神に選ばれた勇者として魔神と戦うエピソードなどもあった。その他、同じく『月刊コロコロコミック』上で連載されていたプラモ漫画「プラモ天才エスパー太郎」、及び『別冊コロコロコミック』で連載中だったプラモ漫画「3D甲子園 プラコン大作」チョロQ漫画「チョロQ戦隊コンバット弾」との合作も製作された。
後期には、世界中のチョロQの猛者たちが集った上に各国政府の陰謀が絡み合う「チョロリンピック」が開催されたり、新開発のレーザー超兵器を巡る争いにQ太たちが挑むなど、当時の子供向け漫画にありがちな大風呂敷が広がりかけたが、最終的には本来のスタンダードなチョロQレースで最終回を迎えた。
2007年10月25日発売の『熱血!!コロコロ伝説 vol.4』において、てんとう虫コミックス『ゼロヨンQ太』第1巻が文庫サイズで復刻され別冊付録となった。

## あらすじ
チョロQに情熱を燃やす小学生、ゼロヨンQ太こと向江弓太が、愛車のマグナム号と共に様々なライバルたちとチョロQレースを繰り広げてゆく。

## 主な登場人物

### Q太と仲間たち
向江 弓太（むかえ きゅうた）
主人公の小学5年生。通称、ゼロヨンQ太。チョロQと愛車マグナム号に賭ける情熱は並外れており、様々な秘技を駆使し、どんな難レースでも強敵たちを撃破し、勝利を掴んでゆく。第4話『チョロQウインターレース』ではチョロQ全国大会に優勝し、見事チョロQチャンピオンとなる。トレードマークはいつも着ているツナギとバンダナ及び欠けた前歯だが、『新』では服装がツナギとバンダナではなくなっている。弱点は高所恐怖症と、チョロQに全力を注ぐあまりに勉強がさっぱりなこと。特に後者は、教科書を開いた途端に目が眩み、十字架を前にしたドラキュラのように苦しむ始末。チョロQへの情熱の燃やしすぎも逆にある意味で弱点と言え、レースのために怪我をしたり風邪をこじらせたりもしてしまう。後に進学した中学校では制服があり、窮屈さを感じている。左利き。
友野 番論（ともの つぎのり）
通称、バロン。Q太の級友で、第1話『いけ! マグナム』でQ太のライバルとして登場するも、次回以降はQ太・バロン・サブで親友3人組となる。改造チョロQの自作も得意。愛車は特定していないが、全国大会地区予選で2位になるほどの実力を持つ。実家は電気屋。トレードマークはサンバイザー。
桜木 三朗（さくらぎ さぶろう）
通称、サブ。Q太の級友にして親友。実家は銭湯。当初の愛車は特定していないが、全国大会地区予選で3位になるほどの実力の持ち主で、何でもこなせる芸達者である。当初はQ太の舎弟・子分的な存在だった。ユニオン編では新製品のアウディ・クアトロラリーを手に入れ、音楽室のジオラマレースでQ太をあと一歩のところまで追い詰めるという存在感を見せた。
西条 美希（さいじょう みき）
通称、ミキ。第12話『ミキ初登場!! ディオラマレース』より関西から引っ越してきて登場した。大型総合玩具店の「ホビーデパート・ギャブレット」の看板娘。外見は美少女なのだが、難波の商人（あきんど）を自称し、コテコテの関西弁を話す。チョロQ西日本チャンピオンでもあり、実力はQ太と互角で、Q太の仲間になった後でもレースで勝負となるとライバル心を剥き出しにすることも多い。愛車は第14話『竜神に勝て!』で失う西日本チャンプの座を勝ち取ったシトロエンのスターボウ号、オフロード仕様の三輪チョッパー改造車・ピンクスバニー。学校でのクラスはQ太たちとは別。Q太と違って文武両道のようで、後に有名私立中学へ進学、中学生ながらギャブレットの新店長となる。トレードマークはヘアバンドだが、中学生のときはヘアバンドを付けず眼鏡をかけている。
高村 椋夫（たかむら むくお）
通称、ムク。第12話より登場したQ太の級友。ディオラマ製作に天才的な技術を持ち、ギャブレット開店記念のチョロQレース用ディオラマコンテストで見事優勝したことを切っ掛けに、Q太たちの仲間となる。チョロQは特に得意ではないが、Q太がマグナム紛失時、代用として持ち前の手先の器用さを生かして改造車「マグナムIII」を製作するなど、縁の下で活躍する。ミキに憧れている。
真庭 ヒロシ（まにわ ヒロシ）
第2話『飛べ!! マグナム!!』より登場。通称、ヒロ兄（にい）。小学生であるQ太たちより年上で、車を運転するシーンがあることから18歳以上と思われる。マグナムが幻のチョロQこと「豆ダッシュ」だと知り、熱狂的チョロQコレクターである彼はマグナムを賭けてQ太と勝負するが、敗北。以後はQ太たちにとって良き兄貴分、アドバイザーとなる。

### ライバル
本作では1話ごとに異なるライバルが登場するといっても過言ではなく、列挙にはあまりに多すぎるため、複数回登場した者のみ記載した。なお、複数話を使って展開された特別編や長編の登場人物についても複数回登場と見なせるため、節を分けて記載した。
鎌太郎（かまたろう）
第4話で登場。東北の美雪山に住む白土三平のキャラクターのような風貌をした少年。美雪山で行なわれる全国大会・チョロQウインターレースの第1回優勝者で、言わばQ太の先代のチョロQチャンピオン。第4話で行なわれた第2回レースでは、土地柄の雪や氷に関する知識や、愛車の雪氷専用改造車「サンダーバード号」でQ太と激戦を繰り広げるが、敗退。後に第10話『アスレチック激レース』では、新製品のすえっ子チョロQ、水陸両用のQボート、そして後述のQ太の秘技セール・ターボにヒントを得たと思われる改造車「スノービューティ号」でQ太と再戦する。
葉枷 独太（はかせ どくた）
第6話『天才チョロQに勝て!!』で登場。通称、ハカセ。優習学園の生徒で、自ら天才児を名乗り、ブレザーに白衣姿。優習学園は眼鏡とブレザー姿の生徒ばかりで、名言はされていないが、その学校名からもわかるように英才校である様子。Q太の弱点を分析し、その弱点を突いたコースを設計。さらに自車としてそのコース専用の「ジーニアス号」を設計して勝利を確信していたが、Q太のアイディアと秘技の前に敗戦。後にマグナム号のパワーの秘密を知るためにマグナム号を手中に収めようと、第20話『どれが本物!? マグナム号』と第21話『挑戦! ジャンボ・フルコース』の2度に渡ってQ太に執拗に迫った。その登場回数の多さや、Q太との勝負にいつも罠をしかける執念深さと冷酷ぶりなどもあり、本作の中でも特に目立ったライバルとなった。
南場 ひとみ（なんば ひとみ）
第9話『超高層ビルの決戦』で登場。南場財閥の令嬢で、自分の持ち物は何でも世界一という信念を持ち「世界一コレクター」との異名を持つ。世界一のチョロQとしてマグナム号を賭け、Q太とレースに挑むが敗退。後に第21話では、その敗戦の屈辱を晴らすためにハカセと結託して、ヨガの達人ワンダ・バダッタ師をけしかけQ太に挑む。
リッキー
第19話『激走チョロバイレース』で登場。本編ではモトクロス場で特別教官をしていた少年。モトクロスに挑戦するQ太の素質と根性（ガッツ）を見抜き、Q太に競走を仕掛ける。Q太は勝てなかったが、リッキーがチョロQレーサーでもあったことから今度はチョロQ大会で勝負する。リッキーは当時新製品だった2輪チョロQ「チョロバイ」を使用。対するQ太は夜更かししてサスペンション付きの「マグナムII」の開発に打ち込んだところ不覚にも風邪をひいてしまい、思わぬ苦戦を強いられる。結果的にQ太はリッキーには勝ったものの、優勝はミキに譲ることになった。
その後、別冊コロコロコミックでの番外編「特別中学編　モトクロス大決戦」にも登場。中学生になったQ太がモトクロスを始め、あらためてリッキーと出会い、対決する特別編が描かれた。

### チョロリンピック編
現実ではこの年に1984年ロサンゼルスオリンピックが開催されており、スポーツの世界に政治が介入することへのアンチテーゼとも言うべきエピソードとなった。
ミハエル
無人島で開かれたチョロQの世界大会「チョロリンピック」に参加した、「S連邦」の代表レーサー。当時オリンピックに参加しなかった国という設定で、自国の力を示すためにオリンピックに代わってチョロリンピックでの優勝を義務付けられる。ミハエルは諜報部の妨害工作を知り、大人の権力争いによる結果ありきのレースに疑問を持ち、苦悩する。だが、あくまでチョロQレースに命をかけるQ太を見てチョロQレーサーの魂を思い出し、Q太を妨害から身を挺して助けるなど正々堂々勝負した。
衿井袖子（えりい ゆうこ）/エリィ中佐
日本代表チームとしてQ太の補助員になった女性。ドジっ娘を演じる美人のお姉さんだが、その正体はミハエルを同胞とする「S国」諜報部の一員。事故を装いQ太を崖へ転落させるが、Q太は別国の諜報員に助けられ1日目のレースを完走する。大会2日目になると衿井は日本チームから姿を消し、S国側の諜報員と共に影から様々な妨害工作を先導する。しかし彼女を含むS連邦の面々は最終的にミハエルのチョロQレーサーとしての生き様を見て自らの過ちを省みた様子で、妨害からQ太を助けたミハエルを責めることなく健闘を称えた。彼女も最後までQ太に正体を感付かれることは無かった様子で、大会後の記念撮影では皆と一緒に元気な姿を見せている。

### ユニオン編
ユニオンとは、世界中の政府に兵器を売りさばき「死の商人」と揶揄される国際総合商社。「Ω砲」という放射能を残さない大量破壊兵器を開発して世界征服を企んでいる。ニューヨークに本社があるが日本にも支部があり、日本領の無人島にその秘密工場がある。
博士（ドクター）ラッセル
ユニオンに捕まり、Ω砲の開発を強いられている老人。日本語は話せない様子だが、ユニオンの総帥にアインシュタイン以来の天才と言わしめるほどの頭脳を持つ。
Ω砲の完成を阻止するため、その中核部分の設計を記録したコイン型の磁気ディスクを持ち出し、逃走する。ディスクはコインとしてQ太の手に渡るが、ユニオンに嗅ぎ付けられ最終的に博士ともどもユニオンに連れ戻されてしまう。
ユニオンの秘密工場ではΩ砲を完成させるが、同時に自爆させるための情報をQ太たちに託す。その後ユニオンから用済みと見なされてQ太たち共々Ω砲の標的ミサイルに入れられるも、目論見通りチョロQを使ったΩ砲の自爆工作が成功し、島は消滅。そのままミサイルに乗って逃げ延びた。
アルバート先生
ユニオンの一員で、ラッセル博士を追う男。Q太の手に渡った「コイン」を取り返すため、Q太の担任の代行教師となってQ太に接近する。音楽室に壮大なジオラマのコースを作ってチョロQレースを行い、その際にマグナム号をすり替えて誘拐。身代金として例の「コイン」を要求するという作戦に出る。
クイーン
ユニオンの一員で、Q太の監視を任された大人の女性。デパートのチョロQレースでの対戦相手。
Q太が身代金としてコインを渡すことを決めた様子だったのでラッセル博士はあわてて「コイン」を奪い戻すが、隠した先がたまたまデパートのチョロQレースの景品用コインだったことから、Q太はそのレースに出場する。このときクイーンもQ太の動向を探る必要があったため、アルバートからの指示で歳甲斐なく子供に混じってチョロQレースに出場させられるハメになる。クイーン達は目的のコインが景品であることには気付いていなかったが、彼女の元に届けられたユニオン製のチョロQには誘拐したマグナム号のデータが反映されていた様子で、車種は違うが走りはマグナム号そっくりの高性能。マグナム号の無いQ太は市販品「大改造セット」で作ったマグナムIIIで対抗するが、苦戦を強いられた。
レース後はチョロQレースの奥深さに気を取られてQ太を見失う。直後にユニオンを追う探偵に追われた様子だが、結局捕まることはなかった。
エディ・キャノン・河東（カート）
ラッセル博士の家族からの依頼により、博士とユニオンを追ってニューヨークから日本にやってきた探偵。不意打ちでユニオンの兵士から銃を奪うほどの身体能力を見せるが、射撃は苦手とのこと。また、訓練を受けた格闘のプロには敵わなかった。
ユニオンの企みや博士の事情をQ太たちに説明したところ、Q太たちは自分たちにも責任があると奮起。地球の危機を救うため、一行はユニオンの秘密工場に忍び込むことになった。Q太たちにとっては日本語の通じない相手との通訳の役割も担った。

## マグナム号
Q太の愛車で、連戦連勝を誇る無敵のチョロQ。車種はワーゲン・ノーマル（豆ダッシュ）。当初はボンネットに大きく「M」マークが描かれていたが、第2話でヒロ兄が誤ってマグナム号を破損させ、その詫びに修理した際に「M」のマークは消えている。その後のレースでは、ボンネットはマーキングは「MAGNUM」となっていた。Q太にとっては愛車にして命の次に大切な宝物であり、そして親友でもあり、万が一紛失しようものなら大騒ぎになる。
Q太自身の卓越したテクニックに加え、マグナム号自体にも以下のような特徴があり、無敵の要因となっている。
1. ボディ
  - 可能な限り削られ、軽量化されている。また、本来のボディの他にも数種類のボディが用意されており、レースに合わせて相応しいものに交換できる。中にはQ太の自作のボディもある。[6]。
2. タイヤ
  - ラジコンカー用のタイヤを材料に自作したグリップ性に優れるスポンジタイヤ。他にも雨天用タイヤ、磁石タイヤなど、様々なオプションのタイヤが用意されている。
3. プルモーター（ゼンマイ）
  - ゼンマイの材質・強度共に通常の物と異なる。本来は工場で量産されている玩具なので、こうした例外はあり得ないが、ハカセの推測によれば、製造過程でも検査に引っ掛からない程度のほんのわずかな違いだったが、そのわずかな違いがマグナムを無敵のチョロQに変えたという。

なお、マグナム号はチョロQの初期テスト販売タイプ「豆ダッシュ」であるという設定になっているが、実在の豆ダッシュにはVWバハは存在するが、ワーゲンVWタイプⅠは存在しない。
後にA-48　VW1200LEをリデコした『ゼロヨンＱ太爆走ラリーゲーム』付属のブラックマグナム号（黒ボディに銀文字、初期の「M」マークタイプがモデル）。
『ＱＱＱゼロヨンＱ太チューンナップパック』付属のマグナム号。（赤ボディに白文字「MAGNUM」）
『ゼロヨンＱ太秘技レースセット』付属のマグナム号。（赤ボディに白文字「MAGNUM」、水色ボディに青文字「MAGNUM」、銀色ボディに赤文字「MAGNUM」の3タイプ）
『秘技チャレンジコースセット』付属のパワーアップマグナム号（ブラックエンジン搭載、赤ボディに白文字「MAGNUM」文字が上記2セットより小さい）が販売。
さらにコミック設定に近い特別仕様豆ダッシュマグナム号が500台限定でコロコロコミックの抽選プレゼントとして登場した。。
- 諸元
  - 全長：45.5mm
  - 全高：21mm（タイヤを含めると21.7mm）
  - 重量：7.2g（ボディ交換時は異なる）
  - スピード：100km/h（正式レースにおける走破時間の最高記録は0.58秒）
  - 走行距離：30.84m
  - ウィリー時走行距離：5m
  - ジャンプ力：3.8m
  - ボディ材質：ABS樹脂・エポキシパテ
  - 動力：プルモーター タカラTKRパンサー

驚異的な性能を誇る反面、必ずしも無敵というわけではなく、作中では「軽すぎるために強風に弱い」「ラフコースに弱い」等の弱点が指摘されている。
また、第1話と第18話『激突!! 豆ダッシュVSペニーレーサー』では他のマシンと同着1位であり、第16話『おフロ屋でハダカ勝負!!』や第19話『激走チョロバイレース』での敗戦の例もある。
終盤のユニオン編では島全体が消滅した際に回収された描写が無く、その後のマグナム号との関連は定かではない。

### カラーリングの変遷
連載初期のカラー扉ページなどでは黄色いマグナム号が描かれることがあった。また1983年1月号の特集記事でボディ色は黄緑と説明されていた。黄色を表現できない2色カラーページではごく薄いピンク色が使われいずれもMAGNUMは赤文字。しかし同年4月号で初めてカラー特集記事が掲載された際のボディ色は赤でMAGUNUMは黄文字であり、この頃から劇中の2色カラーページでも濃い赤色で描かれるようになっている。掲載紙の綴じ込み付録でマグナム号のボンネットシールが収録された際には赤バージョンと黄バージョンの2種類が付属していた。なおモノクロページではいずれもトーンの貼られていない無地だった。

### バリエーション
マグナムII（ツー）
オフロード仕様。モトクロッサーを参考にサスペンションを強化・改造したボディにマグナムのモーターを仕込んだ車体。オフロード走破に優れる反面、衝撃吸収用に金属製スプリングを使用しているため、重量が増しているのが弱点。前面のデザインはフォルクスワーゲン・ビートルのバハ・バグ仕様に似る。
マグナムIII（スリー）
ムクが市販のチョロQと改造キットにより製作した高性能車。通常よりスピードの出る「ブラックエンジン」と、シャーシ部分に接地を高めるためのマグネットを搭載。マグナムの名前を受け継いでいるものの、本来のマグナムとは全くの別物である。ベースは「フォルクスワーゲン・ゴルフ」。
量産型マグナム
本作のキャラクター商品としチョロQのメーカーであるタカラから実際に「秘技レースセット」としてレース用コースのセットが販売された際に同梱。市販のチョロQのワーゲンに手を加えただけに過ぎず、当然ながらQ太のマグナムのような並外れた機能はない。なお「量産型マグナム」の名は『コロコロコミック』誌上の特集記事での名前。
マグナム（偽）
ハカセがQ太の目を盗んで本物のマグナムとすりかえた研究用の偽物。手触りが本物とは異なる。
その後ハカセは本物のマグナムのデータをもとに計4台の新しい偽マグナムも製作した。こちらはプルモーターのバネの材質以外は全く同じになり、見た目はおろか、手触りや微妙な走り癖も全く一緒で、5台の中から本物のマグナムを見抜く羽目になったQ太は苦戦を強いられた。
そのほかハカセのものではないが、終盤のユニオン編でも、マグナム号を誘拐した旨のメッセージが仕組まれただけの偽マグナムにすり替えられていたことがある。

### 主な秘技
作中でQ太が披露する秘技には、以前から彼が持っていた技以外にも、レース中のハプニングに咄嗟にQ太がとった策に対して、後から『コロコロコミック』誌上の特集記事で必殺技として名前が付けられるものが数多いので、そういった類のものはここでは極力割愛した。
セーリング・ダンス
第1話で早くも登場。Q太の得意中の得意とする秘技で、彼の代表技とも言える。チョロQには後部ナンバープレートにコインを挟むことで、その重量でウィリー走行させることができるが、そのコインを複雑に歪めてセットすることで、走行時にコインの歪みが起こす乱気流によってチョロQを左右に自在に操る。風向きに合わせてコインの歪みを調節することでチョロQを直進させる「ストレートバージョン」や、意図的に本来のスピードよりも遅く走行させる等、応用技も数多い。マグナム号以外でも使用可能。後にミキも会得する。
マッハ・スクランブル
第2話他で使用。マグナム号の左右のドアがガルウィングドア式に開き、このドアを翼とすることで驚異的なジャンプ力を生み出す。技名は作中では呼ばれず、誌上の特集記事で明らかにされている。
スライダー・ダッシュ
第3話で使用。前述のセーリング・ダンスはカーブのたびに風圧を受けるため、カーブの多いコースに向かないという弱点を克服するために生み出した技。木の葉を車体前部に巻いてクサビ型にすることで空気抵抗を減らし、さらにタイヤを磁石タイヤにすることでグリップ力を向上させる。
コインシュート（コインチャージ）
初登場は第4話だが、技名が呼ばれるのは第9話。コイン未装着でチョロQを走らせた後、走行中のチョロQ目掛けてコインを投げつけて装填する技。走行途中からセーリング・ダンスをさせたり、チョロQを急停車させたり、逆にチョロQに装填されているコインやオプションパーツを外したりと、用途は様々。最初は「コインチャージ」と呼んでいたが（後述の「ダブルコイン時間差チャージ」にその名残りがある）、Q太に出会う前のミキも既にこの技を使いこなしており、彼女が「コインシュート」と呼んでいたことからQ太もそう呼ぶようになった。なおQ太のコインシュートは装填時に強力な衝撃がプルモーターに加わるため、Q太がマグナム号以外にコインシュートするとゼンマイのバネが切れ、プルモーターが吹っ飛んでしまう。
セール・ターボ
第4話で使用。ルーフを外して巨大な帆を張り、そこに強風を受けて急加速する技。技名は作中では呼ばれず、誌上の特集記事で明らかにされている。チョロQ全国大会で優勝を勝ち取った技。
ダブルコイン時間差チャージ
第6話ほかで使用。2枚のコインを続けざまにチョロQにコインシュートして、異なる2つの動作をチョロQに与える技。例として第6話で披露した、マグナム号がスピンターンしながら連続ジャンプする「ジェットスピン走法」等がある。

## その他
- 第10話『アスレチック激レース』の冒頭でQ太が訪れた商店街は「銀座商店街」となっている。ただし銀座はどこにでもある地名であり、舞台地域を特定するものではない。
- また同話では「大成堂」という玩具店も登場しているが、当時都内で数店舗を展開していた実在の大手玩具チェーン（2016年に展開終了）との関連は定かではない。

## 派生作品
新ゼロヨンQ太（しんゼロヨンキューた）
連載終了から2ヵ月後の1985年5月号より、同じく池田淳一（「いけだ淳一」と改名）により、装いも新たに連載された続編漫画。転校したQ太が「チョロQ騎士（ナイツ）」メンバーとして、「戦闘用チョロQ」を駆使して不良たち、悪党業者、亡霊などさまざまな難事件に挑むバトルアクション物。わずか3話の短命に終わった。最終話でQ太はマグナム号を失い、新たなパートナーのチョロQ「ビッグキャル」（ポルシェの4WDチョロQ）を得る。